# Chlenias gonosema
Chlenias gonosema là một loài bướm đêm trong họ Geometridae.